# DHC Corporation
Pour les articles homonymes, voir DHC.
 (mai 2014).
Si vous disposez d'ouvrages ou d'articles de référence ou si vous connaissez des sites web de qualité traitant du thème abordé ici, merci de compléter l'article en donnant les références utiles à sa vérifiabilité et en les liant à la section « Notes et références ».
DHC Corporation, en japonais 株式会社ディーエイチシー, Kabushiki-gaisha DHC (initiales de Daigaku Honyaku Center, en japonais 大学翻訳センター) est une entreprise japonaise, basée à Tōkyō, spécialisée dans l’élaboration, la fabrication et la commercialisation de produits cosmétiques et compléments alimentaires. Elle possède plusieurs filiales à l’étranger.

## Historique

### Au Japon
La société DHC Corporation est fondée en 1972 au Japon. À l'origine, elle s'implante comme institut universitaire de langues : le Daigaku Honyaku Center. En 1980, DHC lance la production et la vente de produits cosmétiques. 
À partir de cette date, DHC connaît se développe par une stratégie commerciale différenciée dans le secteur (par exemple le recours systématique à la vente par correspondance, puis en ligne). Dans les années 90, DHC diversifie ses activités et investit le segment des compléments alimentaires. Le 3 janvier 2008, le Nihon Ryûtsû Sangyo Shinbun estime que DHC est le numéro 1 de la vente en ligne de produits cosmétiques au Japon. 

### À l'international
DHC ouvre en 1995 ses premières filiales étrangères aux États-Unis et à Taïwan. L’entreprise investit d'autres marchés internationaux dans les années 2000, d’abord en Asie puis en Europe et en France.

### En France
La filiale française de DHC a été fondée en avril 2007. Elle a commencé ses activités commerciales début avril 2008. Elle a fermé en 2016.

## Politique
DHC finance une chaine de télévision, retransmise sur YouTube, qui offre à côté d’émissions vantant les mérites des produits de DHC des programmes politiques défendant des théories conspirationnistes et des idées d'extrême-droite. La chaîne diffuse notamment des émissions niant les crimes du Japon pendant la deuxième guerre mondiale et xénophobes à l'égard des Coréens.

### Polémique
En novembre 2020, Yoshiaki Yoshida, le président de DHC, a écrit sur le site web officiel de la firme un éditorial contenant des propos et des termes discriminatoires envers les Japonais d'origine coréenne. Il avait déjà été critiqué pour de tels propos en 2016 et 2019